# Andreas J. Obrecht
Andreas Johannes Obrecht (* 1961 in Wien) ist ein österreichischer Soziologe, Entwicklungsforscher, Schriftsteller und ORF Ö1-Moderator.

## Wissenschaft
Obrecht studierte Völkerkunde (Kultur- und Sozialanthropologie) und Soziologie an der Universität Wien und begann seine wissenschaftliche Karriere 1984 als Assistent und ab 1988 als Lektor am Institut für Soziologie der Universität Wien. Erste Feldforschungen führten ihn 1986 nach Simbabwe. Ab 1990 leitete er das mehrjährige Forschungsprojekt „Akkulturation und sozialer Wandel in ehemals segmentären Gesellschaften im Hochland von Papua-Neuguinea“, das durch Ethnographien auf den melanesischen Inseln ergänzt wurde. Bei diesen Forschungen ging es um die kulturellen Veränderungen der indigenen Gesellschaften auf unterschiedlichen Dimensionen – Werte, Glaubenssysteme, Initiation, Geschlechtsrollen, soziale Identität, Ökonomie (Geld als neues Tauschäquivalent) etc.
Es folgten zahlreiche Studien zu gesellschaftlichen Transformationsprozessen, zur kulturellen Globalisierung und zu den Konsequenzen entwicklungspolitischer Interventionen für nationale und internationale Organisationen und Forschungseinrichtungen – unter anderem in Tansania, Südafrika, Nepal und Bhutan. Neben grundsätzlichen kulturwissenschaftlichen Fragestellungen, insbesondere zu Themen wie Zeit, Raum, Epistemologie und Wissenskonstruktion, waren seine wissenschaftlichen Arbeiten zusehends von entwicklungspolitischen Fragestellungen geleitet – etwa: Wie lassen sich Armut und Marginalisierung vor dem Hintergrund dynamischer gesellschaftlicher Veränderungsprozesse reduzieren?
1988 promovierte er mit einer kultursoziologischen Studie zur zeitgenössischen bildenden Kunst und Musik an der Universität Wien. 1998 habilitierte er sich im Fach Soziologie mit spezieller Berücksichtigung der Entwicklungssoziologie mit seinen südpazifischen Forschungen an der Johannes Kepler Universität Linz und leitete das Interdisziplinäre Forschungsinstitut für Entwicklungszusammenarbeit als Projekt-Manager bis 2009. Zwischen 1998 und 2013 war er zudem Lehrbeauftragter und Gastprofessor für die Geschichte des Südpazifiks und des subsaharischen Afrika am Institut für Geschichte der Karl-Franzens-Universität Graz. In dem FWF-Projekt „Die Welt der Geistheiler“ übertrug er zwischen 1996 und 1998 kulturanthropologische Methoden qualitativer Feldforschung auf religionssoziologische Fragestellungen in Österreich. Die Auseinandersetzung mit magischen Weltbildern, die Kritik an eurozentrischen Aspekten des Reisens und der Kulturwissenschaft durchzieht sein wissenschaftliches Werk.
Seit 2010 leitet er das Hochschulkooperationsprogramm der Österreichischen Entwicklungszusammenarbeit APPEAR – Austrian Partnership Programme in Higher Education and Research for Development – und seit 2020 das österreichisch-afrikanische Hochschulnetzwerk Africa UniNet in der Agentur für Bildung und Internationalisierung (OeAD). Diese Programme fördern wissenschaftliche Kooperationen in Forschung und Lehre zwischen österreichischen Hochschulen und wissenschaftlichen Institutionen in Afrika, am Westbalkan, im Kaukasus, in der Schwarzmeerregion und in Himalaya-Staaten. 2017/18 hat Obrecht seine universitäre Lehrtätigkeit beendet.
Obrecht hat seine ethnographischen Erfahrungen und sein soziologisches Interesse an menschlichen Schicksalen und Kulturen auch in ein umfangreiches literarisches Werk einfließen lassen. Neben Gedichten, Erzählungen, Kurzgeschichten und Romanen entstand auch ein Opernlibretto.

## Radio ORF Ö1
Schon bei seinem ersten Projekt in Neuguinea – beginnend 1989 – hat Obrecht für den Österreichischen Rundfunk (ORF) akustische Feldforschungstagebücher geführt und reichhaltig ethnographisches Audio-Material gesammelt und kommentiert. Entstanden sind Radio-Dokumentationen für den Sender Ö1 über Melanesien, afrikanische und karibische Länder, Nepal, Bhutan etc. Von September 2004 bis April 2017 hat er 350 Ö1-Livesendungen „Von Tag zu Tag“ und von Mai 2017 bis dato rund 150 Ö1-Livesendungen „Punkt Eins“ gestaltet und moderiert. Zudem moderiert er seit Februar 2018 regelmäßig die Ö1-Sendung „Im Gespräch“.

## Werke

### Literarische Bücher
- Das Haus am Hang. Erzählung. Bibliothek der Provinz, Weitra 2025. ISBN 978-3-99126-297-8
- Motel Afrique. Roman. Bibliothek der Provinz, Weitra 2022. ISBN 978-3-99126-148-3
- Semolina. Sterben, Lieben, Leben. Ibera, Wien 2021.[24] ISBN 978-3-85052-409-4
- Annemarie Imhof. Meine Großmutter, die Baronin. Bibliothek der Provinz, Weitra 2019. ISBN 978-3-99028-637-1
- Asha und der doppelte Schritt.[25] Roman. Edition Marlit, Hora, Wien 2010. ISBN 978-3-213-00088-3
- Der König von Ozeanien. Roman. Brandes & Apsel, Frankfurt 2006.[26] ISBN 3-86099-519-7
- Geschichten aus anderen Welten. Eine Reise nach Neuguinea und Inselmelanesien, Ostafrika, Nepal und in die Karibik. Böhlau, Wien Köln Weimar 2006. ISBN 3-205-77515-5; ISBN 978-3-205-77515-7
- Lieder aus Weiß. Edition Reinhard Deutsch, Bochum 2005. ISBN 3-934620-06-X
- Zeitreichtum – Zeitarmut. Von der Ordnung der Sterblichkeit zum Mythos der Machbarkeit. Brandes & Apsel, Frankfurt 2003. ISBN 3-86099-317-8
- Das Staunen des Ezechiel – angelegt als Traumszenario aufgelöst in Wirklichkeit – Libretto in vier Bildern zur Musik von Wolfgang Sauseng. Edition Reinhard Deutsch, Bochum 2001. ISBN 3-934620-04-3
- Das Chaos der Unsterblichkeit. Never New York – Gedichte aus Blau – Promethea und Thanatos. Edition Mosaic, Dublin New York Wien 1999. ISBN 3-901953-34-5
- Chimurenga. Eine afrikanische Reise. Roman. Haag + Herchen, Frankfurt 1992
- Diese und andere Orte. Wiengedichte – Reisegedichte. Haag + Herchen, Frankfurt 1990. ISBN 3-89228-549-7
- Solange Du Flügel Hast Flieg. Erzählung. Haag + Herchen, Frankfurt 1988. ISBN 3-89228-297-8
- Sommergedichte. Europäischer Verlag Wien, 1987. ISBN 3-7038-0017-8
- Wintergedichte. Sensen-Verlag Wien, 1985. ISBN 3-85220-006-7
- Die Wichtigkeit der Vorstellung. Poetische Betrachtungen. Sensen-Verlag Wien, 1983. ISBN 3-900130-86-8

### Monografien
- Wozu wissen wollen? Wissen – Herrschaft – Welterfahrung. Ein Beitrag zur Wissensdiskussion aus kultur- und wissenssoziologischer Perspektive. Edition Ausblick, Wien, Ohlsdorf 2014.[27] ISBN 978-3-903798-10-6
- Die Klienten der Geistheiler. Vom anderen Umgang mit Krankheit, Krise, Schmerz und Tod. Böhlau, Wien Köln Weimar 2000. ISBN 3-205-99232-6
- Die Welt der Geistheiler. Die Renaissance magischer Weltbilder. Böhlau, Wien Köln Weimar 1999. ISBN 3-205-99039-0
- Panoptismus in Papua Neuguinea. Akkulturation und sozialer Wandel in ehemals segmentären Gesellschaften. Europäischer Verlag der Wissenschaften, Frankfurt New York Wien, 1995. ISBN 3-631-46569-6
- Kunst als symbolische Wirklichkeitskonstruktion. Verlag der wissenschaftlichen Gesellschaften Österreichs, Wien 1990. ISBN 3-85369-772-0

### Herausgeberschaften
- Knowledge and Development V. Energy Transition and the Global South: Contributions to the Austrian Development Research Award 2023. StudienVerlag, Innsbruck Wien 2024. ISBN 978-3-7065-6421-2
- Wissen und Entwicklung IV. Sprache – Natur – Recht – Ernährung. Aspekte nachhaltiger Handlungsoptionen. Texte des Österreichischen Nachwuchspreises für Entwicklungsforschung 2019 und 2021. StudienVerlag, Innsbruck Wien Bozen 2022. ISBN 978-3-7065-6278-2
- APPEAR II. New pathways towards participative knowledge production through transnational and transcultural academic cooperation. StudienVerlag, Innsbruck Wien 2022. ISBN 978-3-7065-6108-2
- Wissen und Entwicklung III. Texte des Österreichischen Nachwuchspreises für Entwicklungsforschung 2015 und 2017. Mit einem einleitenden Essay zu Armutsreduktion und sozialökologischer Transformation. StudienVerlag, Innsbruck Wien 2018. ISBN 978-3-7065-5915-7
- APPEAR. Participative knowledge production through transnational and transcultural academic cooperation. Böhlau, Wien Köln Weimar 2015. ISBN 978-3-205-79690-9
- Wissen und Entwicklung II. Ein Reader zu Theorie und Empirie in der Entwicklungsforschung. Texte zum Nachwuchspreis der Kommission für Entwicklungsforschung (KEF). StudienVerlag, Innsbruck Wien Bozen 2014. ISBN 978-3-7065-5380-3
- Wissen und Entwicklung. 30 Jahre Kommission für Entwicklungsfragen (KEF). Ein Reader zu Wissensproduktion und Entwicklungsforschung. StudienVerlag, Innsbruck Wien Bozen 2012. ISBN 978-3-7065-5228-8
- (gem. m. Nina Witjes, Andreas Novy, Matthias Schlögl): Wissensallianzen für Entwicklung. EntwicklungsForschungsNetzwerk (EnFoNet) – Strukturen, Akteure & Netzwerke der österreichischen Entwicklungsforschung. Südwind (Österreichische Forschungsstiftung für Internationale Entwicklung/ÖFSE-Edition Band 18) Wien 2012. ISBN 978-3-9503182-6-5
- Sanfte Transformation im Königreich Bhutan / Soft Transformation in the Kingdom of Bhutan. Sozio-kulturelle und technologische Perspektiven / Socio-cultural and Technological Perspectives. Böhlau, Wien Köln Weimar 2010. ISBN 978-3-205-78445-6
- Wozu forschen? Wozu entwickeln? Möglichkeiten und Grenzen der angewandten Entwicklungsforschung für eine partizipative Entwicklungszusammenarbeit. Brandes & Apsel, Frankfurt 2004. ISBN 3-86099-322-4
- (gem. M. Pablo Beneitone, Susan Höivik, Nadia Molenaers, Robrecht Renard): University Development Co-operation. Models of Good Practice. Thematic Network on Humanitarian Development Studies. University of Deusto, Bilbao 2003
- (gem. M. Gerhard Kunze, Francis A. S. T. Matambalya): Die Wiederbelebung der Milchwirtschaft in der Mara-Region, Tansania / The Revival of the Dairy Industry in Mara-Region, Tanzania. Brandes & Apsel, Frankfurt 1997. ISBN 3-86099-270-8
- (gem. m. Mario Prinz, Angelika Svoboda): Kultur des Reisens. Notizen, Berichte, Reflexionen. Verlag für Gesellschaftskritik, Wien 1992, ISBN 3-85115-164-X

### Andere künstlerische Projekte (Auswahl)
- Knowledge Goes Nature – Kunstprojekt mit Gerlinde Thuma[28]
- Geschichten aus anderen Welten. CD1: Von den Quellen des Sepik bis zum Südpazifik. Reise nach Papua Neuguinea. CD2: Von Sansibar durch die Serengeti bis zum Lake Victoria. Reise nach Tansania. CD3: Von der Königsstadt Kathmandu bis zum Himalaya – dem Thron der Götter. Reise nach Nepal. CD4: Vom Amazonasgebiet bis zu den West Indies. Reise nach Suriname und Grenada. ORF-Hörbuch Edition (Regie Rainer Rosenberg)[29] 712 LC 11428 2006
- Das Staunen des Ezechiel. Kirchenoper in vier Bildern. Musik: Wolfgang Sauseng; Text: Andreas J. Obrecht. Uraufführung am 25.02.2002 unter der musikalischen Leitung von Erwin Ortner.[30] CD-Musikverlag Alexander Mayer/MVAM-Nr.: 98021
- Das Paradies ist anderswo. Dokumentarfilm gem. m. Sigrid Awart über den kulturellen Wandel auf der südpazifischen Insel Lihir aufgrund des Baus einer Goldmine, ORF/3Sat 1997
- Moz + Art Production, Lieder, Text: Andreas J. Obrecht; Musik: Christian Klein; Viennola Nr. 232323 1991[31]